# الزاهرة (همدان)

تعديل مصدري - تعديل

الزاهرة هي إحدى قرى عزلة وادعة بمديرية همدان التابعة لمحافظة صنعاء، بلغ تعداد سكانها 158 نسمة حسب تعداد اليمن لعام 2004.